# Robert Walpole
Robert Walpole, 1.º Conde de Orford KG KB PC (Houghton, 26 de agosto de 1676 – Londres, 18 de março de 1745), conhecido antes de 1742 como sir Robert Walpole, foi um político britânico que é amplamente considerado como o primeiro Primeiro-Ministro da Grã-Bretanha. Apesar da posição de "primeiro-ministro" não ser reconhecida pela lei ou uso oficial na época, Walpole é mesmo assim considerado como tendo exercido o cargo de facto por causa de sua influência no ministério.
Um whig eleito para o parlamento pela primeira vez em 1701, Walpole serviu durante os reinados de Jorge I e Jorge II. Algumas fontes datam seu mandato como "primeiro-ministro" desde 1730 quando, com a aposentadoria de lorde Charles Townshend, 2.º Visconde Townshend, ele tornou-se o líder sozinho do gabinete. Porém o início do mandato é normalmente datado como 1721, ao se tornar Primeiro Lorde do Tesouro. Ele continuou no cargo até 1742.